# Psammodromus blanci
Psammodromus blanci is een hagedis uit de familie echte hagedissen (Lacertidae).

## Naam en indeling
De wetenschappelijke naam van de soort werd voor het eerst voorgesteld door Fernand Lataste in 1880. Oorspronkelijk werd de naam Zerzoumia Blanci gebruikt.

## Voortplanting
Het vrouwtje produceert vier of vijf legsels van twee tot vier eieren per jaar.

## Verspreiding en habitat
Deze soort komt voor in delen van noordelijk Afrika en leeft in noordelijk Algerije, noordoostelijk Marokko en noordelijk Tunesië. Deze soort komt voor in gebieden van loof-en dennenbos, garrigue, doornvegetatie, grasland, weide, open gebieden en steppe.

## Beschermingsstatus
Door de internationale natuurbeschermingsorganisatie IUCN is de beschermingsstatus 'gevoelig' toegewezen (Near Threatened of NT).